# Veni Vidi Vicious
Veni Vidi Vicious is het tweede album van de Zweedse rockband The Hives. Dit album is uitgekomen in 2000.

## Tracklist
1. Hives-Declare Guerre Nucléaire
2. Die, All Right!
3. A Get Together To Tear It Apart
4. Main Offender
5. Outsmarted
6. Hate To Say I Told You So
7. The Hives-Introduce The Metric System In Time
8. Find Another Girl
9. Statecontrol
10. Inspection Wise 1999
11. Knock Knock
12. Supply and Demand